# Gyalidea mayaguezensis
Gyalidea mayaguezensis är en lavart som beskrevs av Vezda. Gyalidea mayaguezensis ingår i släktet Gyalidea och familjen Gomphillaceae.   Inga underarter finns listade i Catalogue of Life.